# كارين داير
كارين داير (بالإنجليزية: Karen Dyer)‏ هي ممثلة أمريكية، ولدت في 20 ديسمبر 1977 في فورت لودرديل في الولايات المتحدة.

## وصلات خارجية
- كارين داير على موقع IMDb (الإنجليزية)
- كارين داير على موقع قاعدة بيانات الفيلم (الإنجليزية)